# Mănăstirea Sfântului Alban
Mănăstirea Sfântul Alban a fost a doua mănăstire din Basel, Elveția, după Catedrala din Basel⁠(en)[traduceți]. Lăcașul s-a aflat sub patronajul sfântului Alban de Mainz. 
Mănăstirea a stăpânit numeroase pământuri înconjurătoare din Alemania.